# Đại lộ Andrássy
Đại lộ Andrássy (tiếng Hungary: Andrássy út) là một đại lộ có lịch sử từ năm 1872 nằm tại thủ đô Budapest, Hungary. Nó kéo dài từ Quảng trường Erzsébet đến Công viên thành phố Budapest. Hai bên đại lộ là những lâu đài và những con phố thời Phục Hưng với mặt tiền và nội thất vô cùng đẹp. Đại lộ là một phần của Di sản thế giới được UNESCO công nhận từ năm 2002. Đây cũng là một trong số những con phố mua sắm chính của Budapest, với các quán cà phê, nhà hàng, nhà hát, đại sứ quán và các cửa hàng sang trọng. Trong số các tòa nhà đáng chú ý nhất phải kể đến Nhà hát lớn Nhà nước Hungary, Trường Múa ba lê Quốc gia Hungary, Bảo tàng lưu trữ và Đài tưởng niệm Zoltán Kodály, Bảo tàng Mỹ thuật Hungary và Bảo tàng Nghệ thuật Đông Á Ferenc Hopp.

## Lịch sử
Được quyết định xây dựng từ năm 1870 để giảm bớt ùn tắc giao thông của Király và lối với Công viên thành phố. Công trình chính thức được xây dựng vào năm 1872 và được khánh thành vào ngày 20 tháng 8 năm 1876, một trong ba ngày quốc khánh của Hungary. Nó là sự pha trộn đề xuất kế hoạch của Lajos Lechner, Frigyes Feszl và Klein & Fraser. Các cung điện hai bên đại lộ được thiết kế xây dựng bởi các kiến trúc sư nổi tiếng nhất thời kỳ đó, dần đầu bởi Miklós Ybl với nguồn tài chính từ nhiều ngân hàng tại Hungary. Các công trình liền kề hầu hết được hoàn thành vào năm 1884 và chủ yếu là các tư dinh của giới quý tộc, chủ ngân hàng, địa chủ và các gia tộc quyền thế chuyển đến. Đại lộ được đặt tên vào năm 1885 theo tên của người ủng hộ chính của kế hoạch Gyula Andrássy, một chính khách và là Thủ tướng Hungary từ năm 1867 đến 1871.
Việc xây dựng tuyến Tàu điện ngầm Budapest, tuyến đường sắt ngầm đầu tiên của châu Âu được đề xuất vào năm 1870 vì việc xây dựng trên bề mặt đại lộ bị phản đối. Quá trình xây dựng bắt đầu vào năm 1894 và hoàn thành vào năm 1896, vì vậy tuyến tàu điện ngầm mới này tạo điều kiện cho việc vận chuyển hành khách đến Công viên thành phố, địa điểm chính của lễ kỷ niệm thiên niên kỷ của Hungary.
Đại lộ đã được đổi tên ba lần trong những năm 1950; một minh chứng cho những thay đổi chính trị nhanh chóng trong thời kỳ đó. Nó được đổi thành Phố Stalin (Sztálin út) vào năm 1950 trong thời kỳ Liên Xô chiếm đóng. Trong cuộc nổi dậy năm 1956, nó được đổi tên thành Đại lộ Thanh niên Hungary (Magyar Ifjúság útja). Năm sau, những người cộng sản cầm quyền đã đổi tên thành Đường Cộng hòa Nhân dân (Népköztársaság út). Tên Andrássy được khôi phục vào năm 1990, sau khi kết thúc kỷ nguyên Cộng sản.
Vào tháng 9 năm 2011, Bộ trưởng Văn hóa Nhà nước Hungary Géza Szőcs đã chính thức công bố kế hoạch xây dựng một cấu trúc mới dọc theo đại lộ Andrássy gần Công viên Thành phố, Bảo tàng Mỹ thuật Budapest và Hội trường Nghệ thuật Budapest (Műcsarnok). Tòa nhà này sẽ chứa các bộ sưu tập của Phòng trưng bày Quốc gia Hungary hiện tại. Kế hoạch mở rộng này sẽ sử dụng toàn bộ đại lộ, được gọi là Khu phố Bảo tàng Budapest hoặc Khu phố Andrássy. Tuy nhiên, kế hoạch này sau đó đã thay đổi nhiều lần và hiện đã được giảm xuống thành là ba tòa nhà bảo tàng mới nằm trong và xung quanh công viên thành phố.

## Các công trình đáng chú ý
- Nhà hát lớn Nhà nước Hungary
- Nhà Drechsler
- Giao lộ Pest Broadway
- Quảng trường Franz Liszt với Học viện Âm nhạc Franz Liszt
- Giao lộ Oktogon hoặc Ngã tư Oktogon
- Rạp xiếc Kodály
- Nhà Terror
- Nhà tưởng niệm Zoltán Kodály
- Cao đẳng Mỹ thuật
- Bảo tàng nghệ thuật Đông Á Ferenc Hopp
- Quảng trường các Anh hùng, lối vào chính của Công viên thành phố, với Đài tưởng niệm Thiên niên kỷ, Cung điện Nghệ thuật Budapest, Bảo tàng Mỹ thuật Budapest